# Чорний Дмитро Леонтійович
Дмитро́ Лео́нтійович Чо́рний (1915 , Василівка, Тираспольський повіт, Херсонська губернія, Російська імперія  — невідомо ) — український радянський діяч, робітник. Депутат Верховної Ради УРСР 1-го скликання.

## Біографія
Народився 1915 року в багатодітній родині селянина-бідняка в селі Василівка, тепер Роздільнянський район, Одеська область, Україна. У 1930 році разом з родиною вступив до колгоспу.
З 1932 року навчався в школі фабрично-заводського учнівства Тираспольського заводу імені 1-го Травня, отримав спеціальність електромонтера.
Член ЛКСМУ з 1934 року.
У 1938 році мешкав в селі Суклея, працював бригадиром чергової бригади електриків на консервному заводі імені 1-го Травня в місті Тирасполі.
26 червня 1938 року обраний депутатом Верховної Ради УРСР 1-го скликання по Тираспольській виборчій окрузі № 63 Молдавської АРСР.
Подальша доля не відома.